# Мендусь, Ярослав Петрович
Ярослав Петрович Мендусь (род. 1 января 1960, деревня Варяж, Львовская область) — украинский политик. Народный депутат Украины 5-го созыва.
Окончил исторический факультет Львовского национального университета имени Ивана Франка, а также Киевский институт политологии и социального управления.
Кандидат исторических наук.
Работал в Администрации Президента Украины Кравчука на должности заместителя Руководителя службы Президента Украины по вопросам внутренней политики, был советником Председателя Верховного Совета Украины.
В 1999 году занимал должность пресс-секретаря Александра Мороза на президентских выборах.
Был включен в список Социалистической партии Украины на парламентских выборах 2002 года под № 20, однако снял свою кандидатуру.
В 2004 году учредил интернет-издание «Цензор.нет».
До избрания народным депутатом занимал должность генерального директора ООО «Кинокомпания „Синема“». В 2005 году стал генеральным продюсером кинофильма «Оранжевое небо» (история любви на фоне Оранжевой революции).
На выборах украинского парламента 2006 года прошел под № 18 по списку СПУ, будучи на момент выборов беспартийным. При распределении должностей в комитетах ему достался пост секретаря Комитета Верховного Совета по вопросам правосудия.
С 2011 работал советником Депутата Европейского парламента от Республики Польша — Марека Сивеца.
С июня 2014 — политический советник Заместителя Главы Комитета по международным делам Европарламента Иоана Мирча Паску.
С 15 ноября 2014 — политический советник Вице-Президента Европейского парламента.
Автор книги «Азбука украинской политики». (В английской версии книга вышла в 2014 году под названием «A to Z Ukrainian politics»).